# Земля до начала времён 3: В поисках воды
«Земля до начала времён 3: В поисках воды» (англ. The Land Before Time III: The Time of the Great Giving) — мультфильм производства США, продолжающий мультипликационную серию «Земля до начала времён» (1995).

## Сюжет
Литтлфут, Сэра, Даки, Питри и Спайк весело проводят время в Великой Долине. Всё было бы просто прекрасно, если бы не подростки-динозавры Хип, Матт и Нод — задиры, шалопаи и хулиганы, которые то и дело обижают малышей и постоянно пытаются доказать, что они — большие и сильные, и поэтому могут делать всё, что им вздумается. Однако вскоре в Долине случается гораздо более серьёзное происшествие: сначала на землю обрушивается метеоритный дождь, затем иссякает водопад, и жители Долины начинают испытывать недостаток воды. Малыши обнаруживают укромное местечко, где есть вода и зелень, но Хип со своими приятелями прогоняет их оттуда. Убегая от хулиганов, Литтлфут и его друзья случайно попадают в Таинственное Далёко — местность за пределами Великой Долины. Здесь они находят разгадку исчезновения водопада — оказывается, его перекрыл обвал, вызванный падением «небесных камней». Они торопятся сообщить взрослым о своём открытии, но в это время начинается гроза, и в иссушённой Долине вспыхивает пожар. Благодаря Литтлфуту и его дедушке, обитателям Великой Долины удаётся спастись от огня. Вслед за Литтлфутом и его друзьями динозавры отправляются в Таинственное Далёко. Здесь им удаётся, действуя сообща, отбить нападение стаи злобных велоцирапторов и разрушить запруду. Вода возвращается в Великую Долину, а вместе с ней — и жизнь. Так на собственном опыте (и на примере собственных детей) жители Долины убеждаются, что в трудные времена можно спастись и выжить, только помогая друг другу.

## Роли озвучивали
- Скотт Макэфи — Литтлфут
- Кэндейс Хатсон — Сэра
- Хизер Хоуген — Даки
- Джефф Беннетт — Питри
- Роб Полсен — Спайк
- Уитби Хертфорд — Хип
- Скотт Менвилл — Нод
- Кеннет Марс — дедушка Литтлфута
- Линда Гейри — бабушка Литтлфута
- Джон Ингл — мистер Трёхрогий
- Тресс Макнилл — Мама Даки, мама Питри
- Николас Гест — Отец Хипа
- Фрэнк Уэлкер — стая велоцирапторов